# Tobias Wendl
Tobias Wendl, född 16 juni 1987, är en tysk rodelåkare. Han blev olympisk mästare i dubbel och lag vid olympiska vinterspelen 2014 och vann guld i dubbel och lag vid olympiska vinterspelen 2018. Vid olympiska vinterspelen 2022 blev han för tredje gången i rad guldmedaljör i dubbel och lagstafett.